# اسطوره
اسطوره در فرهنگ عامه و در برخی از فرهنگ‌ها، یعنی «آنچه خیالی و غیرواقعی (کذب) بوده و جنبه‌ای صرفاً افسانه‌ای دارد»؛ اما اسطوره از نظر پدیدار شناسی را باید داستان و سرگذشتی مینَوی دانست که شرح عمل، عقیده یا یک نهاد است که دست‌کم بخشی از آن‌ها از سنت‌ها و روایت‌ها گرفته شده و با آیین‌ها و عقاید دینی پیوندی ناگسستنی دارد. در اسطوره، سخن از این است که چگونه هر چیزی پدید می‌آید و به هستی خود ادامه می‌دهد. علم اسطوره‌شناسی به بررسی اسطوره‌ها می‌پردازد.
اسطوره، راهی است از جنس روایت که بشر برای آرام زیستن در قلب اضطراب و پیمودن مسیر پرالتهاب ساختن و ماندن، برساخته و برگزیده‌است. اسطوره، خردی است روایتمند از جنس نماد و برآمده از کهن‌الگوها؛ کهن‌الگوهایی که خود، واکنش ذهن انسان‌ها طی چند هزاره به نیازها و اضطراب‌های پیرامونی هستند.
بنابرین، تاریخی که بر روایات و داستان‌های شفاهی متکی باشد به نام تاریخ اسطوره‌شناسی یاد می‌شود.
اسطوره فولکلور متشکل از روایتهایی است که در یک جامعه نقش اساسی دارند، مانند داستان‌های بنیادی یا اسطوره مبدأ. اسطوره‌ها اغلب توسط مقامات سکولار و مذهبی تأیید می‌شوند و ارتباط نزدیکی با دین یا معنویت دارند. بسیاری از جوامع اسطوره‌ها، افسانه‌ها و تاریخ خود را با هم گروه‌بندی می‌کنند و اسطوره‌ها و افسانه‌ها را روایت‌های واقعی از گذشته دور خود می‌دانند. به ویژه، اسطوره‌های آفرینش در عصری ازلی اتفاق می‌افتند که جهان به شکل بعدی خود نرسیده بود. اسطوره‌های دیگر توضیح می‌دهند که چگونه هنجار اجتماعی، نهاد اجتماعی و تابو یک جامعه تأسیس و تقدیس شدند. یک رابطه پیچیده بین اسطوره و مناسک وجود دارد.
شخصیت‌های اصلی اسطوره‌ها معمولاً غیرانسان هستند، مانند الوهیت، نیمه خداها و دیگر چهره‌های فراطبیعی. یا ممکن است ترکیبی از یک موجود انسان-حیوان باشد. اسطوره‌ها غالباً با الهیات و آیین همراه هستند. شخصیت‌های اصلی آنها معمولاً انسان نیستند، اما اغلب دارای ویژگی‌های انسانی هستند. آنها حیوانات، خدایان یا قهرمانان فرهنگی هستند، که اعمالشان در دنیایی قبلی رخ می‌دهد، زمانی که زمین با آنچه امروز است متفاوت بود، یا در دنیای دیگری مانند آسمان یا جهان زیرین اما افسانه‌ها اغلب سکولار هستند تا مقدس و شخصیت‌های اصلی آنها انسانی است. داستان‌های انسان‌های روزمره هرچند از رهبران باشند، برخلاف اسطوره در افسانه گنجانده می‌شوند.
این اصطلاح در ابتدا به «شرح زندگی قدیسان» اطلاق می‌شد.
اسطوره واژه‌ای معرَّب است که از واژهٔ یونانی هیستوریا (historia) به معنی «جستجو، آگاهی، داستان» گرفته شده‌است.
در فارسی اسطوره ۱. افسانه و قصه ۲. سخن بیهوده و پریشان معنا شده‌است. در کاربرد محاوره‌ای، «اسطوره» (myth) می‌تواند برای یک باور جمعی که هیچ پایه و اساسی در واقعیت ندارد یا هرگونه داستان دروغینی است، به کار رود. این کاربرد، که اغلب تحقیرآمیز است، از نادرست خواندن اسطوره‌ها و باورهای مذهبی فرهنگ‌های دیگر ناشی شده است، اما به باورهای غیرمذهبی نیز گسترش یافته است.
نجف دریابندری در کتاب افسانهٔ اسطوره توضیح داده‌است که این واژه در زبان فارسی پیشینهٔ چندانی ندارد و معادل فارسی دقیق‌تر برای لفظ myth و mytos («شرح، خبر، قصه») در زبان‌های اروپایی، در فارسی «افسانه» می‌باشد؛ ولی برخی نویسندگان دیگر مانند ژاله آموزگار و جلال ستّاری همچنان واژهٔ اسطوره یا استوره را بسنده دانسته و هر دو به کار می‌برند.

## تفاوت با حماسه
همایون صنعتی‌زاده در این‌باره می‌گوید اسطوره هم در جامعهٔ صاحب خط وجود دارد و هم در جامعه‌ای که هنوز خط نیافته‌است. اما حماسه چنین نیست و فقط از نطفهٔ اسطوره و در جامعهٔ صاحب‌نظر می‌تواند به‌وجود آید. این مطلب را به طرز دیگری هم می‌توان بیان نمود. یکی از ویژگی‌های جوامع بدون خط آن است که متون و جنگ‌های عقیدتی و تاریخی آنها به‌طور شفاهی، به دوام خود می‌پردازند. تعداد زیادی از این متن‌ها و جنگ‌های شفاهی، در همین اواخر یعنی یکی دو سده گذشته صاحب پیکر کتابت شدند. از آن جمله، حماسهٔ کالوالا است.